# Skilanglauf-Weltcup 2012/13
Der Skilanglauf-Weltcup 2012/13 ist eine von der FIS organisierte Wettkampfserie, die am 24. November 2012 in Gällivare begann und am 24. März 2013 in Falun endete. Höhepunkt der Saison war die Nordische Skiweltmeisterschaften vom 20. Februar bis 3. März 2013 im Val di Fiemme.
Zum siebten Mal wurde im Rahmen des Weltcups die Tour de Ski ausgetragen, ein Etappenrennen, für das es im Falle des Sieges 400 anstatt der üblichen 100 Weltcuppunkte gibt. Außerdem fand zum sechsten Mal das Weltcup-Finale statt, ebenfalls ein Etappenrennen, dessen Sieger 200 Punkte erhält.

## Männer

### Podestplätze Männer
| Datum                                                                                | Austragungsort               | Disziplin                    | Sieger                                                                   | Zweiter                                                                  | Dritter                                                                        | Gelbes Trikot          |
| ------------------------------------------------------------------------------------ | ---------------------------- | ---------------------------- | ------------------------------------------------------------------------ | ------------------------------------------------------------------------ | ------------------------------------------------------------------------------ | ---------------------- |
| 24.11.2012                                                                           | Gällivare                    | 15 km Freistil               | Martin Johnsrud Sundby                                                   | Alexei Poltaranin                                                        | Marcus Hellner                                                                 | Martin Johnsrud Sundby |
| 25.11.2012                                                                           | Gällivare                    | 4 × 7,5 km Staffel           | Norwegen IEldar Rønning Martin Johnsrud Sundby Sjur Røthe Petter Northug | Schweden IEmil Jönsson Johan Olsson Daniel Rickardsson Marcus Hellner    | Russland IJewgeni Below Maxim Wylegschanin Alexander Legkow Ilja Tschernoussow | Martin Johnsrud Sundby |
| Nordic Opening                                                                       |                              |                              |                                                                          |                                                                          |                                                                                | Martin Johnsrud Sundby |
| 30.11.2012                                                                           | Kuusamo                      | Sprint klassisch             | Nikita Krjukow                                                           | Petter Northug                                                           | Eirik Brandsdal                                                                | Alexei Poltaranin      |
| 01.12.2012                                                                           | Kuusamo                      | 10 km Freistil               | Alexander Legkow                                                         | Petter Northug                                                           | Maurice Manificat                                                              | Alexei Poltaranin      |
| 02.12.2012                                                                           | Kuusamo                      | 15 km Verfolgung klassisch   | Maxim Wylegschanin                                                       | Dario Cologna                                                            | Martin Johnsrud Sundby                                                         | Martin Johnsrud Sundby |
| Nordic-Opening-Gesamtwertung                                                         | Nordic-Opening-Gesamtwertung | Nordic-Opening-Gesamtwertung | Petter Northug                                                           | Maxim Wylegschanin                                                       | Alexei Poltaranin                                                              | Petter Northug         |
| 07.12.2012                                                                           | Québec                       | Teamsprint Freistil          | Kasachstan INikolai Tschebotko Denis Wolotka                             | Russland INikita Krjukow Alexei Petuchow                                 | Norwegen IAnders Gløersen Eirik Brandsdal                                      | Petter Northug         |
| 08.12.2012                                                                           | Québec                       | Sprint Freistil              | Emil Jönsson                                                             | Teodor Peterson                                                          | Alexei Petuchow                                                                | Petter Northug         |
| 13.12.2012                                                                           | Canmore                      | 15 km klassisch Massenstart  | Tim Tscharnke                                                            | Sjur Røthe                                                               | Tobias Angerer                                                                 | Petter Northug         |
| 15.12.2012                                                                           | Canmore                      | Sprint Freistil              | Emil Jönsson                                                             | Anders Gløersen                                                          | Nikita Krjukow                                                                 | Emil Jönsson           |
| 16.12.2012                                                                           | Canmore                      | 30 km Skiathlon              | Maurice Manificat                                                        | Roland Clara                                                             | Sjur Røthe                                                                     | Emil Jönsson           |
| 7. Tour de Ski                                                                       |                              |                              |                                                                          |                                                                          |                                                                                | Emil Jönsson           |
| 29.12.2012                                                                           | Oberhof                      | 4 km Prolog Freistil         | Petter Northug                                                           | Marcus Hellner                                                           | Alexander Legkow                                                               | Petter Northug         |
| 30.12.2012                                                                           | Oberhof                      | 15 km Verfolgung klassisch   | Maxim Wylegschanin                                                       | Alexander Legkow                                                         | Petter Northug                                                                 | Petter Northug         |
| 01.01.2013                                                                           | Val Müstair                  | Sprint Freistil              | Finn Hågen Krogh                                                         | Federico Pellegrino                                                      | Len Väljas                                                                     | Petter Northug         |
| 03.01.2013                                                                           | Cortina–Toblach              | 35 km Verfolgung Freistil    | Petter Northug                                                           | Alexander Legkow                                                         | Dario Cologna                                                                  | Petter Northug         |
| 04.01.2013                                                                           | Toblach                      | 5 km klassisch               | Alexei Poltaranin                                                        | Petter Northug                                                           | Dario Cologna                                                                  | Petter Northug         |
| 05.01.2013                                                                           | Val di Fiemme                | 15 km klassisch Massenstart  | Alexei Poltaranin                                                        | Len Väljas                                                               | Alex Harvey                                                                    | Petter Northug         |
| 06.01.2013                                                                           | Val di Fiemme                | 9 km Verfolgung Freistil     | Marcus Hellner                                                           | Ivan Babikov                                                             | Roland Clara                                                                   | Petter Northug         |
| Tour-de-Ski-Gesamtwertung                                                            | Tour-de-Ski-Gesamtwertung    | Tour-de-Ski-Gesamtwertung    | Alexander Legkow                                                         | Dario Cologna                                                            | Maxim Wylegschanin                                                             | Alexander Legkow       |
| 12.01.2013                                                                           | Liberec                      | Sprint klassisch             | Teodor Peterson                                                          | Emil Jönsson                                                             | Pål Golberg                                                                    | Alexander Legkow       |
| 13.01.2013                                                                           | Liberec                      | Teamsprint Freistil          | Russland IINikolai Morilow Michail Dewjatjarow                           | Norwegen IPål Golberg Eirik Brandsdal                                    | Russland IAlexei Petuchow Nikita Krjukow                                       | Alexander Legkow       |
| 19.01.2013                                                                           | La Clusaz                    | 15 km klassisch Massenstart  | Alexei Poltaranin                                                        | Alexander Bessmertnych                                                   | Dario Cologna                                                                  | Alexander Legkow       |
| 20.01.2013                                                                           | La Clusaz                    | 4 × 7,5 km Staffel           | NorwegenEldar Rønning Didrik Tønseth Martin Johnsrud Sundby Sjur Røthe   | SchwedenDaniel Rickardsson Johan Olsson Calle Halfvarsson Marcus Hellner | TschechienJiří Magál Lukáš Bauer Aleš Razým Martin Jakš                        | Alexander Legkow       |
| 01.02.2013                                                                           | Sotschi                      | Sprint Freistil              | Petter Northug                                                           | Dario Cologna                                                            | David Hofer                                                                    | Dario Cologna          |
| 02.02.2013                                                                           | Sotschi                      | 30 km Skiathlon              | Dario Cologna                                                            | Ilja Tschernoussow                                                       | Alexander Legkow                                                               | Dario Cologna          |
| 03.02.2013                                                                           | Sotschi                      | Teamsprint klassisch         | Russland IDmitri Japarow Maxim Wylegschanin                              | Schweden ITeodor Peterson Emil Jönsson                                   | Deutschland IAxel Teichmann Tobias Angerer                                     | Dario Cologna          |
| 16.02.2013                                                                           | Davos                        | Sprint klassisch             | Alexei Poltaranin                                                        | Dario Cologna                                                            | Federico Pellegrino                                                            | Dario Cologna          |
| 17.02.2013                                                                           | Davos                        | 15 km Freistil               | Johan Olsson                                                             | Dario Cologna                                                            | Alexander Legkow                                                               | Dario Cologna          |
| 20. Februar bis 3. März 2013 – 49. Nordische Skiweltmeisterschaften in Val di Fiemme |                              |                              |                                                                          |                                                                          |                                                                                | Dario Cologna          |
| 09.03.2013                                                                           | Lahti                        | Sprint Freistil              | Emil Jönsson                                                             | Ola Vigen Hattestad                                                      | Finn Hågen Krogh                                                               | Dario Cologna          |
| 10.03.2013                                                                           | Lahti                        | 15 km klassisch              | Petter Northug                                                           | Alexei Poltaranin                                                        | Martin Johnsrud Sundby                                                         | Dario Cologna          |
| 13.03.2013                                                                           | Drammen                      | Sprint klassisch             | Petter Northug                                                           | Alexei Poltaranin                                                        | Nikita Krjukow                                                                 | Dario Cologna          |
| 16.03.2013                                                                           | Oslo                         | 50 km Freistil Massenstart   | Alexander Legkow                                                         | Martin Johnsrud Sundby                                                   | Ilja Tschernoussow                                                             | Alexander Legkow       |
| Weltcup-Finale                                                                       |                              |                              |                                                                          |                                                                          |                                                                                | Alexander Legkow       |
| 20.03.2013                                                                           | Stockholm                    | Sprint klassisch             | Petter Northug                                                           | Eirik Brandsdal                                                          | Nikita Krjukow                                                                 | Petter Northug         |
| 22.03.2013                                                                           | Falun                        | 3,75 km Prolog Freistil      | Petter Northug                                                           | Pål Golberg                                                              | Anders Gløersen                                                                | Petter Northug         |
| 23.03.2013                                                                           | Falun                        | 15 km klassisch Massenstart  | Eldar Rønning                                                            | Maxim Wylegschanin                                                       | Martin Johnsrud Sundby                                                         | Petter Northug         |
| 24.03.2013                                                                           | Falun                        | 15 km Verfolgung Freistil    | Finn Hågen Krogh                                                         | Martin Johnsrud Sundby                                                   | Alexander Legkow                                                               | Petter Northug         |
| Weltcup-Finale-Gesamtwertung                                                         | Weltcup-Finale-Gesamtwertung | Weltcup-Finale-Gesamtwertung | Petter Northug                                                           | Finn Hågen Krogh                                                         | Martin Johnsrud Sundby                                                         | Petter Northug         |

### Verlauf Disziplinweltcups

#### Sprint
| Datum                                                 | Ort         | Disziplin        | Rennsieger        | Rotes Trikot   |
| ----------------------------------------------------- | ----------- | ---------------- | ----------------- | -------------- |
| Nordic Opening                                        |             |                  |                   |                |
| 30.11.2012                                            | Kuusamo     | Sprint klassisch | Nikita Krjukow    | Nikita Krjukow |
| 08.12.2012                                            | Québec      | Sprint Freistil  | Emil Jönsson      | Emil Jönsson   |
| 15.12.2012                                            | Canmore     | Sprint Freistil  | Emil Jönsson      | Emil Jönsson   |
| 7. Tour de Ski                                        |             |                  |                   | Emil Jönsson   |
| 01.01.2013                                            | Val Müstair | Sprint Freistil  | Finn Hågen Krogh  | Emil Jönsson   |
| 12.01.2013                                            | Liberec     | Sprint klassisch | Teodor Peterson   | Emil Jönsson   |
| 01.02.2013                                            | Sotschi     | Sprint Freistil  | Petter Northug    | Emil Jönsson   |
| 16.02.2013                                            | Davos       | Sprint klassisch | Alexei Poltoranin | Emil Jönsson   |
| 49. Nordische Skiweltmeisterschaften in Val di Fiemme |             |                  |                   | Emil Jönsson   |
| 09.03.2013                                            | Lahti       | Sprint Freistil  | Emil Jönsson      | Emil Jönsson   |
| 13.03.2013                                            | Drammen     | Sprint klassisch | Petter Northug    | Emil Jönsson   |
| Weltcup-Finale                                        |             |                  |                   | Emil Jönsson   |
| 20.03.2013                                            | Stockholm   | Sprint klassisch | Petter Northug    | Emil Jönsson   |

#### Distanz
| Datum                                                 | Ort             | Disziplin                   | Rennsieger             | Rotes Trikot           |
| ----------------------------------------------------- | --------------- | --------------------------- | ---------------------- | ---------------------- |
| 24.11.2012                                            | Gällivare       | 15 km Freistil              | Martin Johnsrud Sundby | Martin Johnsrud Sundby |
| Nordic Opening                                        |                 |                             |                        | Martin Johnsrud Sundby |
| 01.12.2012                                            | Kuusamo         | 10 km Freistil              | Alexander Legkow       | Martin Johnsrud Sundby |
| 02.12.2012                                            | Kuusamo         | 15 km Verfolgung klassisch  | Maxim Wylegschanin     | Martin Johnsrud Sundby |
| 13.12.2012                                            | Canmore         | 15 km klassisch Massenstart | Tim Tscharnke          | Sjur Røthe             |
| 16.12.2012                                            | Canmore         | 30 km Skiathlon             | Maurice Manificat      | Sjur Røthe             |
| 7. Tour de Ski                                        |                 |                             |                        | Sjur Røthe             |
| 29.12.2012                                            | Oberhof         | 4 km Prolog Freistil        | Petter Northug         | Sjur Røthe             |
| 30.12.2012                                            | Oberhof         | 15 km Verfolgung klassisch  | Maxim Wylegschanin     | Sjur Røthe             |
| 03.01.2013                                            | Cortina–Toblach | 35 km Verfolgung Freistil   | Petter Northug         | Sjur Røthe             |
| 04.01.2013                                            | Toblach         | 5 km klassisch              | Alexei Poltoranin      | Sjur Røthe             |
| 05.01.2013                                            | Val di Fiemme   | 15 km klassisch Massenstart | Alexei Poltoranin      | Alexander Legkow       |
| 06.01.2013                                            | Val di Fiemme   | 9 km Verfolgung Freistil    | Marcus Hellner         | Alexander Legkow       |
| 19.01.2013                                            | La Clusaz       | 15 km klassisch Massenstart | Alexei Poltoranin      | Alexander Legkow       |
| 02.02.2013                                            | Sotschi         | 30 km Skiathlon             | Dario Cologna          | Alexander Legkow       |
| 17.02.2013                                            | Davos           | 15 km Freistil              | Johan Olsson           | Dario Cologna          |
| 49. Nordische Skiweltmeisterschaften in Val di Fiemme |                 |                             |                        | Dario Cologna          |
| 10.03.2013                                            | Lahti           | 15 km klassisch             | Petter Northug         | Alexander Legkow       |
| 16.03.2013                                            | Oslo            | 50 km Freistil Massenstart  | Alexander Legkow       | Alexander Legkow       |
| Weltcup-Finale                                        |                 |                             |                        | Alexander Legkow       |
| 22.03.2013                                            | Falun           | 3,75 km Prolog Freistil     | Petter Northug         | Alexander Legkow       |
| 23.03.2013                                            | Falun           | 15 km klassisch Massenstart | Eldar Rønning          | Alexander Legkow       |

### Weltcupstände Männer
| Rang | Name                   | Punkte |
| ---- | ---------------------- | ------ |
| 01   | Petter Northug         | 1561   |
| 02   | Alexander Legkow       | 1381   |
| 03   | Dario Cologna          | 1364   |
| 04   | Alexei Poltoranin      | 0995   |
| 05   | Maxim Wylegschanin     | 0935   |
| 06   | Ilja Tschernoussow     | 0845   |
| 07   | Emil Jönsson           | 0735   |
| 08   | Martin Johnsrud Sundby | 0672   |
| 09   | Marcus Hellner         | 0630   |
| 10   | Finn Hågen Krogh       | 0545   |
| 11.  | Giorgio di Centa       | 0510   |
| 12.  | Lukáš Bauer            | 0504   |
| 13.  | Sjur Røthe             | 0480   |
| 14.  | Tobias Angerer         | 0460   |
| 15.  | Calle Halfvarsson      | 0430   |
| 16.  | Jewgeni Below          | 0425   |
| 17.  | Roland Clara           | 0389   |
| 18.  | Johan Olsson           | 0369   |
| 19.  | Dmitri Japarow         | 0368   |
| 20.  | Ivan Babikov           | 0354   |
| 21.  | Pål Golberg            | 0346   |
| 22.  | Tim Tscharnke          | 0338   |
| 23.  | Len Väljas             | 0335   |
| 24.  | Daniel Rickardsson     | 0328   |
| 25.  | Nikita Krjukow         | 0316   |
| 26.  | Maurice Manificat      | 0302   |
| 27.  | Devon Kershaw          | 0298   |
| 28.  | Jens Filbrich          | 0295   |
| 29.  | Andrew Newell          | 0292   |
| 30.  | Alexander Bessmertnych | 0282   |
| 31.  | Teodor Peterson        | 0274   |
| 32.  | Eirik Brandsdal        | 0272   |
| 33.  | Nikolai Tschebotko     | 0262   |
| 34.  | Alex Harvey            | 0259   |
| 35.  | Petter Eliassen        | 0255   |
| 36.  | Eldar Rønning          | 0251   |
| 37.  | Curdin Perl            | 0251   |
| 38.  | David Hofer            | 0225   |
| 39.  | Matti Heikkinen        | 0222   |
| 40.  | Dietmar Nöckler        | 0221   |
| 41.  | Jean-Marc Gaillard     | 0219   |
| 42.  | Anders Gløersen        | 0212   |
| 43.  | Federico Pellegrino    | 0177   |
| 44.  | Hannes Dotzler         | 0172   |
| 45.  | Johannes Dürr          | 0171   |
| 46.  | Alexei Petuchow        | 0162   |
| 47.  | Sergei Turyschew       | 0156   |
| 48.  | Noah Hoffman           | 0151   |
| 49.  | Chris Jespersen        | 0148   |
| 50.  | Tord Asle Gjerdalen    | 0143   |
| 51.  | Ola Vigen Hattestad    | 0122   |
| 52.  | Andrei Larkow          | 0115   |
| 53.  | Anssi Pentsinen        | 0110   |
| 54.  | Nikolai Morilow        | 0106   |
| 55.  | Sergei Ustjugow        | 095    |
| 56.  | Anton Gafarow          | 093    |
| 57.  | Robin Duvillard        | 089    |

| Rang | Name                   | Punkte |
| ---- | ---------------------- | ------ |
| 58.  | Gleb Retiwych          | 85     |
| 59.  | Jens Eriksson          | 78     |
| 60.  | Martin Jakš            | 77     |
| 61.  | Axel Teichmann         | 76     |
| 62.  | John Kristian Dahl     | 75     |
| 63.  | Bernhard Tritscher     | 72     |
| 64.  | Tomas Northug          | 70     |
| 65.  | Jöri Kindschi          | 66     |
| 66.  | Nikolai Chochrjakow    | 65     |
| 67.  | Thomas Moriggl         | 63     |
| 68.  | Aleš Razým             | 63     |
| 69.  | Andy Kühne             | 63     |
| 70.  | Jovian Hediger         | 62     |
| 71.  | Harald Wurm            | 62     |
| 72.  | Michail Sjamjonau      | 62     |
| 73.  | Michail Dewjatjarow    | 60     |
| 74.  | Øystein Pettersen      | 59     |
| 75.  | Kris Freeman           | 58     |
| 76.  | Kalle Lassila          | 57     |
| 77.  | Yūichi Onda            | 56     |
| 78.  | Johan Edin             | 52     |
| 79.  | Kent Ove Clausen       | 51     |
| 80.  | Didrik Tønseth         | 50     |
| 81.  | Anders Södergren       | 49     |
| 82.  | Sami Jauhojärvi        | 46     |
| 83.  | Andrew Musgrave        | 46     |
| 84.  | Remo Fischer           | 46     |
| 85.  | Fabio Pasini           | 46     |
| 86.  | Konstantin Glawatskich | 45     |
| 87.  | Roddy Darragon         | 44     |
| 88.  | Martti Jylhä           | 44     |
| 89.  | Alexander Utkin        | 42     |
| 90.  | Tom Reichelt           | 42     |
| 91.  | Simeon Hamilton        | 41     |
| 92.  | Sergei Dolidowitsch    | 40     |
| 93.  | Gianluca Cologna       | 40     |
| 94.  | Simon Persson          | 40     |
| 95.  | Anton Lindblad         | 40     |
| 96.  | Sondre Turvoll Fossli  | 39     |
| 97.  | Wladislaw Skobelew     | 39     |
| 98.  | Lari Lehtonen          | 38     |
| 99.  | Keishin Yoshida        | 37     |
| 100. | Baptiste Gros          | 34     |
| 101. | Matias Strandvall      | 34     |
| 102. | Alexander Panschinski  | 32     |
| 103. | Jiří Magál             | 32     |
| 104. | Mattia Pellegrin       | 31     |
| 105. | Niklas Dyrhaug         | 30     |
| 106. | Sebastian Eisenlauer   | 30     |
| 107. | Thomas Bing            | 30     |
| 108. | Jesse Cockney          | 29     |
| 109. | Toni Ketelä            | 29     |
| 110. | Alexander Wolz         | 27     |
| 111. | Robin Bryntesson       | 26     |
| 112. | Sindre Bjørnestad Skar | 26     |
| 113. | Valerio Checchi        | 26     |
| 114. | Torin Koos             | 25     |

| Rang | Name                   | Punkte |
| ---- | ---------------------- | ------ |
| 115. | Fulvio Scola           | 24     |
| 116. | Igor Ussatschow        | 22     |
| 117. | Simen Andreas Sveen    | 21     |
| 118. | Martin Jäger           | 19     |
| 119. | Aivar Rehemaa          | 19     |
| 120. | Andrei Parfjonow       | 18     |
| 121. | Sergei Tscherepanow    | 18     |
| 122. | Maciej Kreczmer        | 18     |
| 123. | Eligius Tambornino     | 18     |
| 124. | Graham Nishikawa       | 16     |
| 125. | Philip Widmer          | 16     |
| 126. | Martin Bajcicak        | 16     |
| 127. | Josef Wenzl            | 16     |
| 128. | Lars Nelson            | 16     |
| 129. | Karel Tammjärv         | 16     |
| 130. | Hans Christer Holund   | 15     |
| 131. | Jewgeni Koschewoi      | 15     |
| 132. | Valerio Leccardi       | 15     |
| 133. | Maciej Staręga         | 15     |
| 134. | Toni Livers            | 14     |
| 135. | Christoph Eigenmann    | 14     |
| 136. | Roman Furger           | 14     |
| 137. | Eugeni Dementiev       | 14     |
| 138. | Mark Starostin         | 14     |
| 139. | Siim Sellis            | 12     |
| 140. | Daniel Heun            | 11     |
| 141. | Dušan Kožíšek          | 11     |
| 142. | Anti Saarepuu          | 11     |
| 143. | Andreas Katz           | 10     |
| 144. | Mikhail Kuklin         | 10     |
| 145. | Mathias Wibault        | 10     |
| 146. | Martin Johansson       | 10     |
| 147. | Cyril Miranda          | 9      |
| 148. | Jewgeni Welitschko     | 8      |
| 149. | Ueli Schnider          | 8      |
| 150. | Sun Qinghai            | 8      |
| 151. | Skyler Davis           | 7      |
| 152. | Denis Wolotka          | 6      |
| 153. | Aanund Lid Byggland    | 6      |
| 154  | Jerdos Achmadijew      | 6      |
| 155. | Antti Häkämies         | 6      |
| 156. | Franz Göring           | 6      |
| 157. | Adrien Mougel          | 6      |
| 158. | Ruslan Perechoda       | 5      |
| 159. | Nobu Naruse            | 4      |
| 160. | Peeter Kümmel          | 3      |
| 161. | Paul Goalabre          | 3      |
| 162. | Tad Elliott            | 3      |
| 163. | Alexandr Malyshev      | 3      |
| 164. | Ivan Perrillat Boiteux | 3      |
| 165. | Snorri Einarsson       | 2      |
| 166. | Renaud Jay             | 1      |
| 167. | Paul Constantin Pepene | 1      |
| 168  | Gustav Nordström       | 1      |

| Rang | Name                   | Punkte |
| ---- | ---------------------- | ------ |
| 01   | Alexander Legkow       | 793    |
| 02   | Dario Cologna          | 644    |
| 03   | Petter Northug         | 632    |
| 04   | Alexei Poltoranin      | 521    |
| 05   | Ilja Tschernoussow     | 508    |
| 06   | Martin Johnsrud Sundby | 469    |
| 07   | Maxim Wylegschanin     | 437    |
| 08   | Sjur Røthe             | 390    |
| 09   | Tobias Angerer         | 368    |
| 10   | Roland Clara           | 361    |

| Rang | Name               | Punkte |
| ---- | ------------------ | ------ |
| 01   | Emil Jönsson       | 498    |
| 02   | Petter Northug     | 329    |
| 03   | Nikita Krjukow     | 316    |
| 04   | Teodor Peterson    | 274    |
| 05   | Andrew Newell      | 264    |
| 06   | Alexei Poltoranin  | 258    |
| 07   | Eirik Brandsdal    | 240    |
| 08   | Len Väljas         | 214    |
| 09   | Dario Cologna      | 210    |
| 10   | Nikolai Tschebotko | 183    |

## Frauen

### Podestplätze Frauen
| Datum                                                                                | Austragungsort               | Disziplin                    | Sieger                                                                   | Zweiter                                                                         | Dritter                                                                                          | Gelbes Trikot     |
| ------------------------------------------------------------------------------------ | ---------------------------- | ---------------------------- | ------------------------------------------------------------------------ | ------------------------------------------------------------------------------- | ------------------------------------------------------------------------------------------------ | ----------------- |
| 24.11.2012                                                                           | Gällivare                    | 10 km Freistil               | Marit Bjørgen                                                            | Therese Johaug                                                                  | Kikkan Randall                                                                                   | Marit Bjørgen     |
| 25.11.2012                                                                           | Gällivare                    | 4 × 5 km Staffel             | Norwegen IVibeke Skofterud Therese Johaug Martine Ek Hagen Marit Bjørgen | Schweden IIda Ingemarsdotter Sofia Bleckur Lisa Larsen Charlotte Kalla          | Vereinigte Staaten Holly Brooks Kikkan Randall Elizabeth Stephen Jessie Diggins                  | Marit Bjørgen     |
| Nordic Opening                                                                       |                              |                              |                                                                          |                                                                                 |                                                                                                  | Marit Bjørgen     |
| 30.11.2012                                                                           | Kuusamo                      | Sprint klassisch             | Marit Bjørgen                                                            | Jewgenija Schapowalowa                                                          | Anastasia Dozenko                                                                                | Marit Bjørgen     |
| 01.12.2012                                                                           | Kuusamo                      | 5 km Freistil                | Marit Bjørgen                                                            | Kikkan Randall                                                                  | Julija Tschekaljowa                                                                              | Marit Bjørgen     |
| 02.12.2012                                                                           | Kuusamo                      | 10 km Verfolgung klassisch   | Marit Bjørgen                                                            | Therese Johaug                                                                  | Heidi Weng                                                                                       | Marit Bjørgen     |
| Nordic-Opening-Gesamtwertung                                                         | Nordic-Opening-Gesamtwertung | Nordic-Opening-Gesamtwertung | Marit Bjørgen                                                            | Justyna Kowalczyk                                                               | Heidi Weng                                                                                       | Marit Bjørgen     |
| 07.12.2012                                                                           | Québec                       | Teamsprint Freistil          | Vereinigte Staaten IJessie Diggins Kikkan Randall                        | Deutschland Hanna Kolb Denise Herrmann                                          | Norwegen IMaiken Caspersen Falla Celine Brun-Lie                                                 | Marit Bjørgen     |
| 08.12.2012                                                                           | Québec                       | Sprint Freistil              | Kikkan Randall                                                           | Maiken Caspersen Falla                                                          | Ida Ingemarsdotter                                                                               | Marit Bjørgen     |
| 13.12.2012                                                                           | Canmore                      | 10 km klassisch Massenstart  | Justyna Kowalczyk                                                        | Anne Kyllönen                                                                   | Maiken Caspersen Falla                                                                           | Marit Bjørgen     |
| 15.12.2012                                                                           | Canmore                      | Sprint Freistil              | Maiken Caspersen Falla                                                   | Kikkan Randall                                                                  | Celine Brun-Lie                                                                                  | Marit Bjørgen     |
| 16.12.2012                                                                           | Canmore                      | 15 km Skiathlon              | Justyna Kowalczyk                                                        | Anne Kyllönen                                                                   | Vibeke Skofterud                                                                                 | Justyna Kowalczyk |
| 7. Tour de Ski                                                                       |                              |                              |                                                                          |                                                                                 |                                                                                                  | Justyna Kowalczyk |
| 29.12.2012                                                                           | Oberhof                      | 3 km Prolog Freistil         | Kikkan Randall                                                           | Charlotte Kalla                                                                 | Justyna Kowalczyk                                                                                | Justyna Kowalczyk |
| 30.12.2012                                                                           | Oberhof                      | 9 km Verfolgung klassisch    | Justyna Kowalczyk                                                        | Therese Johaug                                                                  | Anne Kyllönen                                                                                    | Justyna Kowalczyk |
| 01.01.2013                                                                           | Val Müstair                  | Sprint Freistil              | Kikkan Randall                                                           | Ingvild Flugstad Østberg                                                        | Heidi Weng                                                                                       | Justyna Kowalczyk |
| 03.01.2013                                                                           | Cortina–Toblach              | 15 km Verfolgung Freistil    | Justyna Kowalczyk                                                        | Charlotte Kalla                                                                 | Therese Johaug                                                                                   | Justyna Kowalczyk |
| 04.01.2013                                                                           | Toblach                      | 3 km klassisch               | Justyna Kowalczyk                                                        | Krista Lähteenmäki                                                              | Astrid Uhrenholdt Jacobsen                                                                       | Justyna Kowalczyk |
| 05.01.2013                                                                           | Val di Fiemme                | 10 km klassisch Massenstart  | Justyna Kowalczyk                                                        | Kristin Størmer Steira                                                          | Krista Lähteenmäki                                                                               | Justyna Kowalczyk |
| 06.01.2013                                                                           | Val di Fiemme                | 9 km Verfolgung Freistil     | Therese Johaug                                                           | Elizabeth Stephen                                                               | Heidi Weng                                                                                       | Justyna Kowalczyk |
| Tour-de-Ski-Gesamtwertung                                                            | Tour-de-Ski-Gesamtwertung    | Tour-de-Ski-Gesamtwertung    | Justyna Kowalczyk                                                        | Therese Johaug                                                                  | Kristin Størmer Steira                                                                           | Justyna Kowalczyk |
| 12.01.2013                                                                           | Liberec                      | Sprint klassisch             | Mona-Liisa Malvalehto                                                    | Justyna Kowalczyk                                                               | Maiken Caspersen Falla                                                                           | Justyna Kowalczyk |
| 13.01.2013                                                                           | Liberec                      | Teamsprint Freistil          | Norwegen IIngvild Flugstad Østberg Maiken Caspersen Falla                | Schweden IStina Nilsson Ida Ingemarsdotter                                      | Schweden IILinn Sömskar Magdalena Pajala                                                         | Justyna Kowalczyk |
| 19.01.2013                                                                           | La Clusaz                    | 10 km klassisch Massenstart  | Marit Bjørgen                                                            | Therese Johaug                                                                  | Justyna Kowalczyk                                                                                | Justyna Kowalczyk |
| 20.01.2013                                                                           | La Clusaz                    | 4 × 5 km Staffel             | Norwegen IHeidi Weng Therese Johaug Kristin Størmer Steira Marit Bjørgen | Finnland Anne Kyllönen Aino-Kaisa Saarinen Riitta-Liisa Roponen Kerttu Niskanen | Norwegen IIVibeke Skofterud Ingvild Flugstad Østberg Martine Ek Hagen Astrid Uhrenholdt Jacobsen | Justyna Kowalczyk |
| 01.02.2013                                                                           | Sotschi                      | Sprint Freistil              | Kikkan Randall                                                           | Aurore Jéan                                                                     | Celine Brun-Lie                                                                                  | Justyna Kowalczyk |
| 02.02.2013                                                                           | Sotschi                      | 15 km Skiathlon              | Kristin Størmer Steira                                                   | Julija Tschekaljowa                                                             | Nicole Fessel                                                                                    | Justyna Kowalczyk |
| 03.02.2013                                                                           | Sotschi                      | Teamsprint klassisch         | Finnland Mona-Liisa Malvalehto Anne Kyllönen                             | Russland IIJulija Iwanowa Natalja Matwejewa                                     | Kanada Perianne Jones Daria Gaiazova                                                             | Justyna Kowalczyk |
| 16.02.2013                                                                           | Davos                        | Sprint klassisch             | Justyna Kowalczyk                                                        | Marit Bjørgen                                                                   | Anne Kyllönen                                                                                    | Justyna Kowalczyk |
| 17.02.2013                                                                           | Davos                        | 10 km Freistil               | Therese Johaug                                                           | Justyna Kowalczyk                                                               | Kristin Størmer Steira                                                                           | Justyna Kowalczyk |
| 20. Februar bis 3. März 2013 – 49. Nordische Skiweltmeisterschaften in Val di Fiemme |                              |                              |                                                                          |                                                                                 |                                                                                                  | Justyna Kowalczyk |
| 09.03.2013                                                                           | Lahti                        | Sprint Freistil              | Kikkan Randall                                                           | Marit Bjørgen                                                                   | Alena Procházková                                                                                | Justyna Kowalczyk |
| 10.03.2013                                                                           | Lahti                        | 10 km klassisch              | Justyna Kowalczyk                                                        | Marit Bjørgen                                                                   | Heidi Weng                                                                                       | Justyna Kowalczyk |
| 13.03.2013                                                                           | Drammen                      | Sprint klassisch             | Justyna Kowalczyk                                                        | Heidi Weng                                                                      | Ingvild Flugstad Østberg                                                                         | Justyna Kowalczyk |
| 17.03.2013                                                                           | Oslo                         | 30 km Freistil Massenstart   | Therese Johaug                                                           | Justyna Kowalczyk                                                               | Julija Tschekaljowa                                                                              | Justyna Kowalczyk |
| Weltcup-Finale                                                                       |                              |                              |                                                                          |                                                                                 |                                                                                                  | Justyna Kowalczyk |
| 20.03.2013                                                                           | Stockholm                    | Sprint klassisch             | Justyna Kowalczyk                                                        | Marit Bjørgen                                                                   | Kerttu Niskanen                                                                                  | Justyna Kowalczyk |
| 22.03.2013                                                                           | Falun                        | 2,5 km Prolog Freistil       | Marit Bjørgen                                                            | Charlotte Kalla                                                                 | Kikkan Randall                                                                                   | Justyna Kowalczyk |
| 23.03.2013                                                                           | Falun                        | 10 km klassisch Massenstart  | Marit Bjørgen                                                            | Therese Johaug                                                                  | Heidi Weng                                                                                       | Justyna Kowalczyk |
| 24.03.2013                                                                           | Falun                        | 10 km Verfolgung Freistil    | Therese Johaug                                                           | Kikkan Randall                                                                  | Charlotte Kalla                                                                                  | Justyna Kowalczyk |
| Weltcup-Finale-Gesamtwertung                                                         | Weltcup-Finale-Gesamtwertung | Weltcup-Finale-Gesamtwertung | Marit Bjørgen                                                            | Therese Johaug                                                                  | Charlotte Kalla                                                                                  | Justyna Kowalczyk |

### Verlauf Disziplinweltcups

#### Sprint
| Datum                                                 | Ort         | Disziplin        | Rennsieger             | Rotes Trikot   |
| ----------------------------------------------------- | ----------- | ---------------- | ---------------------- | -------------- |
| Nordic Opening                                        |             |                  |                        |                |
| 30.11.2012                                            | Kuusamo     | Sprint klassisch | Marit Bjørgen          | Marit Bjørgen  |
| 08.12.2012                                            | Québec      | Sprint Freistil  | Kikkan Randall         | Kikkan Randall |
| 15.12.2012                                            | Canmore     | Sprint Freistil  | Maiken Caspersen Falla | Kikkan Randall |
| 7. Tour de Ski                                        |             |                  |                        | Kikkan Randall |
| 01.01.2013                                            | Val Müstair | Sprint Freistil  | Kikkan Randall         | Kikkan Randall |
| 12.01.2013                                            | Liberec     | Sprint klassisch | Mona-Liisa Malvalehto  | Kikkan Randall |
| 01.02.2013                                            | Sotschi     | Sprint Freistil  | Kikkan Randall         | Kikkan Randall |
| 16.02.2013                                            | Davos       | Sprint klassisch | Justyna Kowalczyk      | Kikkan Randall |
| 49. Nordische Skiweltmeisterschaften in Val di Fiemme |             |                  |                        | Kikkan Randall |
| 09.03.2013                                            | Lahti       | Sprint Freistil  | Kikkan Randall         | Kikkan Randall |
| 13.03.2013                                            | Drammen     | Sprint klassisch | Justyna Kowalczyk      | Kikkan Randall |
| Weltcup-Finale                                        |             |                  |                        | Kikkan Randall |
| 20.03.2013                                            | Stockholm   | Sprint klassisch | Justyna Kowalczyk      | Kikkan Randall |

#### Distanz
| Datum                                                 | Ort             | Disziplin                   | Rennsieger             | Rotes Trikot      |
| ----------------------------------------------------- | --------------- | --------------------------- | ---------------------- | ----------------- |
| 24.11.2012                                            | Gällivare       | 10 km Freistil              | Marit Bjørgen          | Marit Bjørgen     |
| Nordic Opening                                        |                 |                             |                        | Marit Bjørgen     |
| 01.12.2012                                            | Kuusamo         | 5 km Freistil               | Marit Bjørgen          | Marit Bjørgen     |
| 02.12.2012                                            | Kuusamo         | 10 km Verfolgung klassisch  | Marit Bjørgen          | Marit Bjørgen     |
| 13.12.2012                                            | Canmore         | 10 km klassisch Massenstart | Justyna Kowalczyk      | Marit Bjørgen     |
| 15.12.2012                                            | Canmore         | 15 km Skiathlon             | Justyna Kowalczyk      | Justyna Kowalczyk |
| 7. Tour de Ski                                        |                 |                             |                        | Justyna Kowalczyk |
| 29.12.2012                                            | Oberhof         | 3 km Prolog Freistil        | Kikkan Randall         | Justyna Kowalczyk |
| 30.12.2012                                            | Oberhof         | 9 km Verfolgung klassisch   | Justyna Kowalczyk      | Justyna Kowalczyk |
| 03.01.2013                                            | Cortina–Toblach | 15 km Verfolgung Freistil   | Justyna Kowalczyk      | Justyna Kowalczyk |
| 04.01.2013                                            | Toblach         | 3 km klassisch              | Justyna Kowalczyk      | Justyna Kowalczyk |
| 05.01.2013                                            | Val di Fiemme   | 10 km klassisch Massenstart | Justyna Kowalczyk      | Justyna Kowalczyk |
| 06.01.2013                                            | Val di Fiemme   | 9 km Verfolgung Freistil    | Therese Johaug         | Justyna Kowalczyk |
| 19.01.2013                                            | La Clusaz       | 10 km klassisch Massenstart | Marit Bjørgen          | Justyna Kowalczyk |
| 02.02.2013                                            | Sotschi         | 15 km Skiathlon             | Kristin Størmer Steira | Justyna Kowalczyk |
| 17.02.2013                                            | Davos           | 10 km Freistil              | Therese Johaug         | Justyna Kowalczyk |
| 49. Nordische Skiweltmeisterschaften in Val di Fiemme |                 |                             |                        | Justyna Kowalczyk |
| 10.03.2013                                            | Lahti           | 10 km klassisch             | Justyna Kowalczyk      | Justyna Kowalczyk |
| 17.03.2013                                            | Oslo            | 30 km Freistil Massenstart  | Therese Johaug         | Justyna Kowalczyk |
| Weltcup-Finale                                        |                 |                             |                        | Justyna Kowalczyk |
| 22.03.2013                                            | Falun           | 2,5 km Prolog Freistil      | Marit Bjørgen          | Justyna Kowalczyk |
| 23.03.2013                                            | Falun           | 10 km klassisch Massenstart | Marit Bjørgen          | Justyna Kowalczyk |

### Weltcupstände Frauen
| Rang | Name                        | Punkte |
| ---- | --------------------------- | ------ |
| 01   | Justyna Kowalczyk           | 2017   |
| 02   | Therese Johaug              | 1503   |
| 03   | Kikkan Randall              | 1190   |
| 04   | Marit Bjørgen               | 1148   |
| 05   | Heidi Weng                  | 1085   |
| 06   | Kristin Størmer Steira      | 1018   |
| 07   | Anne Kyllönen               | 0987   |
| 08   | Charlotte Kalla             | 0845   |
| 09   | Astrid Uhrenholdt Jacobsen  | 0778   |
| 10   | Krista Lähteenmäki          | 0736   |
| 11.  | Kerttu Niskanen             | 648    |
| 12.  | Julija Tschekaljowa         | 559    |
| 13.  | Denise Herrmann             | 535    |
| 14.  | Katrin Zeller               | 499    |
| 15.  | Ingvild Flugstad Østberg    | 478    |
| 16.  | Aurore Jéan                 | 438    |
| 17.  | Masako Ishida               | 438    |
| 18.  | Riitta-Liisa Roponen        | 421    |
| 19.  | Maiken Caspersen Falla      | 417    |
| 20.  | Elizabeth Stephen           | 410    |
| 21.  | Emma Wikén                  | 359    |
| 22.  | Nicole Fessel               | 326    |
| 23.  | Vibeke Skofterud            | 316    |
| 24.  | Kateřina Smutná             | 316    |
| 25.  | Celine Brun-Lie             | 309    |
| 26.  | Aino-Kaisa Saarinen         | 304    |
| 27.  | Riikka Sarasoja-Lilja       | 300    |
| 28.  | Walentyna Schewtschenko     | 290    |
| 29.  | Julija Iwanowa              | 268    |
| 30.  | Mona-Liisa Malvalehto       | 244    |
| 31.  | Anna Haag                   | 244    |
| 32.  | Ida Ingemarsdotter          | 232    |
| 33.  | Alija Iksanova              | 231    |
| 34.  | Anastassija Dozenko         | 218    |
| 35.  | Holly Brooks                | 214    |
| 36.  | Jessie Diggins              | 208    |
| 37.  | Hanna Kolb                  | 185    |
| 38.  | Virginia De Martin Topranin | 179    |
| 39.  | Ida Sargent                 | 177    |
| 40.  | Katja Višnar                | 164    |

| Rang | Name                     | Punkte |
| ---- | ------------------------ | ------ |
| 41.  | Jewgenija Schapowalow    | 160    |
| 42.  | Daria Gaiazova           | 158    |
| 43.  | Mariya Guschina          | 148    |
| 44.  | Natalja Korosteljowa     | 147    |
| 45.  | Magdalena Pajala         | 139    |
| 46.  | Debora Agreiter          | 136    |
| 47.  | Laurien van der Graaff   | 126    |
| 48.  | Coraline Hugue           | 120    |
| 49.  | Martine Ek Hagen         | 120    |
| 50.  | Polina Medwedewa         | 103    |
| 51.  | Alena Procházková        | 96     |
| 52.  | Linn Sömskar             | 91     |
| 53.  | Perianne Jones           | 88     |
| 54.  | Sadie Bjornsen           | 82     |
| 55.  | Olga Kusjukowa           | 74     |
| 56.  | Célia Aymonier           | 73     |
| 57.  | Kari Vikhagen Gjeitnes   | 72     |
| 58.  | Irina Chasowa            | 72     |
| 59.  | Sofia Bleckur            | 69     |
| 60.  | Vesna Fabjan             | 66     |
| 61.  | Britta Johansson Norgren | 62     |
| 62.  | Swetlana Nikolajewa      | 60     |
| 63.  | Marthe Kristoffersen     | 60     |
| 64.  | Natalja Matwejewa        | 57     |
| 65.  | Natalja Schukowa         | 56     |
| 66.  | Marina Piller            | 54     |
| 67.  | Stina Nilsson            | 51     |
| 68.  | Anouk Faivre Picon       | 50     |
| 69.  | Julija Tichonowa         | 50     |
| 70.  | Mari Laukkanen           | 45     |
| 71.  | Sandra Ringwald          | 43     |
| 72.  | Chandra Crawford         | 42     |
| 73.  | Eva Vrabcová-Nývltová    | 40     |
| 74.  | Lisa Larsen              | 36     |
| 75.  | Olga Rotschewa           | 36     |
| 76.  | Anastasia Slonowa        | 35     |
| 77.  | Barbara Jezeršek         | 33     |
| 78.  | Ragnhild Haga            | 31     |
| 79.  | Sara Lindborg            | 31     |
| 80.  | Stefanie Böhler          | 31     |

| Rang | Name                  | Punkte |
| ---- | --------------------- | ------ |
| 81.  | Hanna Falk            | 30     |
| 82.  | Jennie Öberg          | 30     |
| 83.  | Olga Mikhailova       | 29     |
| 84.  | Laura Mononen         | 29     |
| 85.  | Gaia Vuerich          | 28     |
| 86.  | Maria Nysted Grønvoll | 27     |
| 87.  | Sophie Caldwell       | 26     |
| 88.  | Darja Wedenina        | 23     |
| 89.  | Jekaterina Chramzowa  | 22     |
| 90.  | Alenka Čebašek        | 22     |
| 91.  | Larissa Schaidurowa   | 21     |
| 92.  | Tetjana Antypenko     | 18     |
| 93.  | Bettina Gruber        | 18     |
| 94.  | Ekaterina Rudakova    | 14     |
| 95.  | Kathrine Harsem       | 14     |
| 96.  | Marika Sundin         | 13     |
| 97.  | Oxana Ussatowa        | 13     |
| 98.  | Yuki Kobayashi        | 12     |
| 99.  | Maryna Anzybor        | 12     |
| 100. | Veronica Cavallar     | 12     |
| 101. | Jelena Kolomina       | 11     |
| 102. | Ilaria Debertolis     | 10     |
| 103. | Selina Gasparin       | 10     |
| 104. | Greta Laurent         | 9      |
| 105. | Tatjana Stiffler      | 8      |
| 106. | Marina Matrossowa     | 8      |
| 107. | Rebecca Rorabaugh     | 7      |
| 108. | Tatjana Ossipowa      | 7      |
| 109. | Paulina Maciuszek     | 7      |
| 110. | Britt Ingunn Nydal    | 6      |
| 111. | Anna Belaja           | 6      |
| 112. | Tuva Toftdahl Staver  | 6      |
| 113. | Laura Orgué           | 4      |
| 114. | Mari Eide             | 4      |
| 115. | Maria Gräfnings       | 3      |
| 116. | Jelena Soboljowa      | 3      |
| 117. | Elisabeth Schicho     | 3      |
| 118. | Marion Buillet        | 2      |
| 119. | Elisa Brocard         | 1      |

| Rang | Name                       | Punkte |
| ---- | -------------------------- | ------ |
| 01   | Justyna Kowalczyk          | 1027   |
| 02   | Therese Johaug             | 0874   |
| 03   | Kristin Størmer Steira     | 0665   |
| 04   | Heidi Weng                 | 0526   |
| 05   | Anne Kyllönen              | 0499   |
| 06   | Marit Bjørgen              | 0492   |
| 07   | Charlotte Kalla            | 0456   |
| 08   | Astrid Uhrenholdt Jacobsen | 0441   |
| 09   | Julija Tschekaljowa        | 0430   |
| 10   | Kikkan Randall             | 0398   |

| Rang | Name                     | Punkte |
| ---- | ------------------------ | ------ |
| 01   | Kikkan Randall           | 542    |
| 02   | Justyna Kowalczyk        | 430    |
| 03   | Ingvild Flugstad Østberg | 294    |
| 04   | Maiken Caspersen Falla   | 283    |
| 05   | Anne Kyllönen            | 260    |
| 06   | Celine Brun-Lie          | 258    |
| 07   | Marit Bjørgen            | 256    |
| 08   | Mona-Liisa Malvalehto    | 244    |
| 09   | Aurore Jéan              | 213    |
| 10   | Ida Ingemarsdotter       | 213    |